# Euskaldun
Euskaldun, euskalduna, és una paraula que en basc vol dir «bascoparlant». Etimològicament conjuga la paraula basc (llengua basca) amb el sufix -dun ('que ho té'). En conseqüència, aquell que posseïx la llengua basca és el bascoparlant.
En el País Basc s'utilitza també la forma eskualdun. En zones de Soule (Zuberoa), el terme eskualdün s'utilitza només per als parlants de suletí, mentre que a altres bascoparlants se'ls anomena manex. A aquells que parlen èuscar com a llengua materna se'ls denomina en la dita llengua euskaldun zaharrak («bascoparlants vells», és a dir, natius) mentre que els que ho han aprés posteriorment se'ls anomena euskaldun berriak («bascoparlants nous»).
En sentit ampli, en èuscar també s'utilitza el terme per a referir-se a persones que són basques, independentment de si dominen el basc o no. Per oposició, hi ha la forma erdaldun o erdeldun: parlant d'una llengua diferent de l'èuscar (erdara), habitualment el castellà o el francès. A les llengües diferents de l'èuscar, qualsevol que siguen, se les denomina en èuscar erdera, que etimològicament equivaldria a quelcom semblant a «mitja llengua» (de erdi «mig»). El parlant d'erdera és l'erdeldun.